# Toxic Twin Towers Ball
Toxic Twin Towers Ball néven rockkoncertet rendeztek a londoni Wembley Stadionban, 1999. június 26-án. Az esemény fő zenekara az Aerosmith volt, de fellépett még Lenny Kravitz, a Stereophonics, a The Black Crowes és a 3 Colours Red is. A koncert elnevezése onnan jött, hogy akkoriban a Wembley Stadionban állt két „Twin Towers”, a Toxic kifejezés pedig a toxikus ikrekre, azaz Steven Tylerre és Joe Perryre utalt. Az előadás az Aerosmith Nine Lives Tour elnevezésű 1999-es turnéjának a keretében valósult meg.

## Az Aerosmith által játszott dalok
1. Toys in the Attic
2. Same Old Song and Dance
3. Love in an Elevator
4. Falling in Love (Is Hard on the Knees
5. Rag Doll
6. Dream On
7. Janie's Got a Gun
8. Livin' on the Edge
9. Sick as a Dog
10. Full Circle
11. Kiss Your Past Good-Bye
12. Pink
13. Draw the Line
14. Rice Pudding (Instrumentális)
15. Stop Messin' Around
16. Mother Popcorn/Walk This Way
17. I Don't Want to Miss a Thing
18. Cryin
19. Dude (Looks Like a Lady)

## Ráadás
1. Train Kept A-Rollin
2. What It Takes
3. Sweet Emotion/Heartbreaker (Led Zeppelin feldolgozás)